# Accordi di Évian
Gli accordi di Évian sono il risultato dei negoziati intrapresi fra i rappresentanti del governo francese e quelli del Governo provvisorio della Repubblica algerina, che allora rappresentava il governo in esilio del Front de Libération Nationale (FNL), rappresentati, rispettivamente,  dal Ministro francese degli Affari algerini Louis Joxe e dal leader del Front de Libération Nationale Krim Belkacem, per porre fine alla guerra in Algeria.
Gli accordi, negoziati in segreto per alcune settimane nella cittadina francese di Rousses, al confine con la frontiera svizzera, vennero successivamente resi pubblici il 18 marzo 1962 nella cittadina di Évian-les-Bains. Il giorno dopo la firma, fu proclamato un immediato cessate il fuoco e formalizzata l'idea dell'avvio di relazioni cooperative fra i due Stati. Gli accordi furono successivamente ratificati tramite referendum sia da parte francese, nel quale il 91% dei francesi votò a favore degli accordi, sia da parte algerina, all'interno di un referendum sull'autodeterminazione indetto il 1 luglio dello stesso anno. Il 3 luglio, la Francia riconobbe solennemente l'indipendenza algerina.

## Il contesto storico
L'Algeria, così come molti altri paesi del continente africano, fu oggetto delle mire colonialiste della Francia. Solo nel 1903, dopo più 70 anni di lotta algerina, il paese nordafricano era diventato totalmente una colonia francese, perciò i sentimenti nazionalisti non tardarono ad arrivare. I primi movimenti nazionalisti indipendentisti erano sorti già dopo la prima guerra mondiale, e nel periodo della seconda guerra mondiale, come altrove in Africa, ancor più in Algeria si consolidò il sentimento nazionalista e indipendentista. Nel 1945, i primi moti indipendentisti furono repressi duramente dai francesi in Cabilia. Negli anni successivi fiorirono diverse organizzazioni indipendentiste, fra cui si distinse il radicale Comitato Rivoluzionario d'Unione e d'Azione (CRUA), fondato nel 1954, che nello stesso anno decise di passare alle armi, trasformandosi nel Fronte di Liberazione Nazionale(FLN), avente per obiettivo l'indipendenza algerina, il cui esercito prese il nome di ALN. La guerra anticoloniale esplose il primo di novembre, simultaneamente ad un appello radiofonico al popolo algerino, allargandosi a macchia d'olio dalla Cabilia a tutto il paese.
Sin dal primo giorno del conflitto, gli algerini rivendicarono l'apertura di negoziati senza precondizioni con il governo francese, aventi come oggetto l'indipendenza del paese. La risposta dell'allora Ministro degli Interni François Mitterrand fu di netto rifiuto: "L'unica trattativa è la guerra!", dichiarò alla stampa. Nonostante il rifiuto iniziale, la posizione francese si ammorbidì e i primi contatti fra i rappresentanti dell'FLN e il governo francese ebbero luogo nel 1956. Nello stesso anno però, a seguito del dirottamento da parte francese di un aereo marocchino su cui viaggiavano alcuni importanti dirigenti dell'FLN, i contatti furono interrotti.
I contatti ripresero verso il 1957, ma nel 1958 si interruppero ancora una volta a causa della caduta della Quarta repubblica e del ritorno di Charles de Gaulle in politica. Tuttavia, per alcune ragioni politiche (in particolare la presa di coscienza a livello internazionale della questione algerina), de Gaulle dovette gradualmente rivedere le proprie politiche sulla situazione, passando dall'essere un grande sostenitore dell'autorità francese sulla colonia, all'ammettere nel 1959 il principio di autodeterminazione dell'Algeria. Il 14 giugno 1960, durante l'avvio di alcuni colloqui di pace a Melun, arrivò addirittura a parlare di un'"Algeria algerina". I negoziati però fallirono, a causa della presenza di emissari di rango modesto e dell'assenza di una reale volontà di concretizzare qualcosa. Successivamente, il 4 novembre 1960 la Francia riconobbe il Fronte come un valido interlocutore.
La situazione in Algeria intanto peggiorava, con la fusione di vari movimenti estremistici, che diedero vita all'Organisation de l'Armée secrete (OAS). Le trattative erano difficili per varie questioni: innanzitutto quella del Sahara. De Gaulle aveva dichiarato che quello del Sahara era un problema indipendente dall'Algeria, ma la delegazione algerina aveva ribattuto che la regione era parte integrante dell'Algeria e come tale doveva essere inclusa negli accordi. Altro punto spinoso era il problema della minoranza europea presente nel paese, e su questo punto le divergenze erano troppo ampie.
A questo punto delle trattative di pace condotte su suolo francese, vista la necessità di trovare velocemente un accordo prima che l'OAS facesse crollare l'ordine interno in Algeria, Francia e Algeria chiesero alla Svizzera di intervenire nel ruolo di mediatrice. Il Consigliere federale Max Petitpierre, capo del Dipartimento politico federale (oggi DFAE) si dichiarò pronto ad assumere questo incarico, che ben si inseriva nella sua visione di una «politica di neutralità attiva». L'8 gennaio 1961, in Francia, venne indetto un referendum sull'autodeterminazione in Algeria. A seguito del risultato favorevole, il giorno dopo, la Francia rinnovò i contatti con il FLN, attraverso il diplomatico svizzero Olivier Long e il rappresentante algerino presso Roma, Tayeb Boulahrouf. Vi furono due incontri segreti fra i negoziatori francesi e gli algerini, poi resi pubblici, che ebbero luogo dal 20 maggio al 13 giugno 1961 a Évian, e successivamente dal 20 al 28 luglio dello stesso anno a Lugrin.
Il 18 marzo 1962, le delegazioni francesi e algerine s'incontrarono a Évian, dove firmarono gli accordi sulla cessazione delle ostilità e sui futuri assetti geopolitici delle due nazioni.

## Il contenuto
Gli accordi consistevano in 93 pagine di testo e delle modalità dettagliate per l'implementazione delle misure previste dal trattato. In sostanza, il trattato prevedeva l'istituzione di cessate il fuoco, il rilascio di prigionieri, il riconoscimento della piena sovranità e del diritto all'autodeterminazione dell'Algeria, oltre a garanzie di protezione, non discriminazione e diritti di proprietà per tutti i cittadini algerini. Una sezione del trattato concernente le questioni militari prevedeva il ritiro delle forze francesi dal Paese nell'arco di due anni, a eccezione della guarnigione francese di stanza presso la base militare di Mers El Kébir. Altre disposizioni prevedevano che non ci sarebbero state sanzioni per gli atti commessi prima del cessate il fuoco.
Il Presidente francese Charles de Gaulle desiderò difendere gli interessi francesi dell'area, tra cui i primati industriali e commerciali e il controllo sulle riserve petrolifere del Sahara. Questo deserto era infatti considerato come un luogo strategico sia dai francesi sia dai nazionalisti algerini a causa della presenza di petrolio e gas ed era anche sede dell'esercito francese per operazioni nucleari.  Inoltre, alla comunità europea francese (la popolazione dei "coloni") ai pieds-noirs e agli ebrei sefarditi indigeni vennero garantite le libertà religiose e i diritti di proprietà, assieme alla cittadinanza francese con l'opportunità di poter scegliere se mantenere la cittadinanza francese o acquistare quella algerina dopo tre anni. Come contropartita, l'Algeria ebbe accesso all'assistenza tecnica e ad aiuti finanziari da parte del governo francese. Gli algerini potevano continuare a circolare liberamente tra il proprio paese d'origine e la Francia per motivi di lavoro, anche se non avrebbero goduto di diritti politici uguali ai cittadini francesi. La corrente di destra dell'OAS si oppose ai negoziati, attraverso una serie di attentati e tentativi di assassinio ai danni di De Gaulle a Clamart, nell'agosto del 1962.
L'accordo includeva infine una clausola che stabiliva che : 
Il trattato permise specificatamente alla Francia di mantenere la sua base navale a Mers El Kébir, che ospitava anche un impianto per test nucleari sotterraneo, per altri quindici anni dopo l'indipendenza. La Francia tuttavia scelse di ritirarsi dalla base nel 1967, appena cinque anni dopo la stipulazione dell'accordo.

## Le conseguenze
Anche se pienamente approvati in madrepatria, gli accordi si rivelarono totalmente impotenti nell'assicurare una transizione pacifica verso l'indipendenza. L'attività dell'OAS s'intensificò, con l'obiettivo di far saltare gli accordi di pace, ma l'inaudita violenza e l'intensità degli attacchi portati a termine dai terroristi gli si rivoltò contro, facendo perdere all'organizzazione il supporto dell'opinione pubblica algerina. Quanto alle minoranze europee, le disposizioni a loro difesa non furono mai applicate, né vi era mai stata una concreta intenzione da parte degli algerini di applicarle, e ciò portò all'esodo di migliaia di francesi algerini verso la madrepatria; tale fenomeno prese il nome di "exode des pieds-noirs".